# 11. СС добровољачка оклопна гренадирска дивизија Нордланд
11. СС добровољачка панцергренадирска дивизија Нордланд је била немачка Вафен СС дивизија током Другог светског рата. Током свог постојања борила се на Источном фронту.
Дивизија је настала у фебруару 1943. године, издвајањем пука Нордланд из састава 5. СС дивизије Викинг а као резултат Хитлерове жеље да се формира дивизија састављена од страних добровољаца у којој би и официри били странци за разлику од Викинг дивизије.
Основу дивизије сачињавала су два пука, названа по претежној националности припадника: Норге (норвешки) и Данмарк (дански) али је националности било много више, тачније 12 (међу њима је било и Француза и Британаца) што је ову дивизију чинило етнички најразнороднијом дивизијом Другог светског рата. Дивизија се борила у низу битака на Источном фронту, почевши од Лењинграда и Нарве, преко Курландског џепа и Пољске па до коначне битке за Берлин где су припадници ове дивизије пружали последњи очајнички отпор снагама Црвене армије.
Од септембра до краја новембра 1943. дивизија се у саставу 3. СС оклопног корпуса борила против НОВЈ у Хрватској. Крајем новембра 1943. бројала је око 11.500 бораца.